# Centralni katu jezici
Ta’oih (centrallnokatujski jezici), jedna od tri uže skupine katujskih jezika koju čine s istočnokatujskom i zapadnokatujskom skupinom. Govore se na području Laosa (provincija Saravan) i Vijetnama, a predstavnici su: ir ili in, yir [irr], 4.420 (2000); kataang ili katang [kgd], 107.000 (2000); ong ili hantong [oog], 10.300 (2000); donji ta’oih ili tong [tto], 15.800 (2000); i gornji Ta’oih ili kantua, ta hoi [tth], ukupno 49.900. 

## Vanjske poveznice
- Ethnologue (14th)
- Ethnologue (15th)